# قبیله گوانو
گوانوبو (هانجا: 灌奴部) یا گوانابو (هانجا: 貫那部)، یکی از پنج بخش امپراتوری گوگوریو بود.
پس از آنکه امپراتور نهم گوگوکچئون‌، پنج لشکر را به پنج بخش اداری (شمال،جنوب،شرق،غرب و مرکز) سازماندهی مجدد کرد، آنها نامبو (南部)، جئونبو (前部) یا جئوکبو (赤部) نامیده می‌شدند.

## طرح کلی
اعتقاد بر این است که این گروه در یک نهر یا دره بنیان گشته بودند و به عنوان یکی از نیروهای بنیانگذار اولیه امپراتوری گوگوریو، در سیاست کشور و بخش‌های مختلف تحت کنترل گیروبو دخیل بودند.
بر اساس اسناد تاریخی موجود در سامگوک ساگی (تاریخ سه پادشاهی)، امپراتور ته‌جو، دالگا، فردی خائن از گوانوبو را مامور سرکوب جونا و اسارت پادشاهشان کرد. همچنین در سامگوک‌جی(سوابق سه پادشاهی) ذکر شده است که مادر پادشاه دونگچئون اهل گوانوبو بوده است. علاوه بر این، بانو گوانا، به عنوان صیغه پادشاه آسمانی در دربار حضور داشته است. روایتی نیز وجود دارد مبنی بر اینکه بانو یئون از قبیله یئونا، بانو گوانا را به دلیل پیشینه روستایی‌اش تحقیر کرده است. با توجه به این شواهد، به نظر می‌رسد که قدرت و نفوذ قبیله گوانوبو در مقایسه با سایر قبایل، پس از قرن سوم میلادی رو به افول گذاشته است.

## لینک‌های خارجی
- الگو:한국민족문화대백과사전
- 관나부의 패자 달가를 보내 조나를 정벌하다 ( 72년 2월(음) )